# Intel 80286
80286（官方名称为iAPX 286），是英特尔（Intel）公司的一款x86系列CPU，最初发布于1982年2月1日。
80286处理器被广泛应用在1980年代中期到1990年代早期的IBM PC/AT相容機中。这些PC称为“80286电脑”或“286电脑”，有时也简称“80286”或“286”。
80286处理器集成了大约13万个晶体管，最大時脈为20MHz，采用16位資料匯流排和24位位址匯流排。
80286有两种運作模式：真實模式和保护模式。在真實模式下，80286直接访问内存的空间被限制在1M字节，更多内存需要通过EMS或XMS内存机制进行映射。而在保护模式下，80286可以直接访问16M字节的内存，并具有异常处理机制，这为后来的微软的多任务操作系统Windows准备了条件。
80286的后续替代产品80386于1985年10月面世。